# 長沼村 (山形県)
長沼村（ながぬまむら）は山形県東田川郡にあった村。現在の鶴岡市長沼にあたる。

## 地理
- 河川：藤島川、京田川[2]

## 歴史
- 1877年（明治10年）5月13日 - 十文字村が長沼村へ合併する[3]。
- 1889年（明治22年）4月1日 - 町村制の施行により、長沼村が単独で自治体を形成[4]。
- 1954年（昭和29年）12月1日 - 藤島町、八栄島村、東栄村と合併して藤島町が発足、同日長沼村廃止[5]。

## 人口
1950年国勢調査による。
- 世帯数：347戸
- 人口：2,123人
- 人口密度：318人/km2
- 男女比：女性100人に対し男性97.7人

## 村長
- 富鰹信義[7]
- 朝北奈伸逸[8]
- 岩浪安蔵[9]
- 阿部伊三郎 - 1932年10月就任、2年6ヶ月在任[10]。
- 大沼兵太 - 1950年時点[11]
- 阿部慶治 - 14代目、1954年就任[12]。

## 地名
単独村制のため大字は設置されていない。小字名の出典は『山形県地名録』249-250頁による。
- 長沼
- 十文字 - 地名の由来は、秋田県十文字町の人が移住したため[13]。

- 赤沼
- 荒田
- 生田前（いくたまえ）
- 大上
- 大錆
- 大坪
- 西大坪
- 大谷地
- 川内
- 上新田
- 九枚田
- 三屋
- 水門前
- 千刈
- 大正
- 高畑
- 樋前
- 中組
- 宮前
- 宮東
- 村裏
- 早稲田
- 輪之内

## 施設
- 長沼村図書館[14]

## 産業
主な産業は農業であった。主な作物は米、麦など。農業戸数は1953年時点で279戸、うち専業農家は147戸であった。米の年間収穫高は1939年で523,241円であった。

## 教育
1953年時点

### 小学校
- 学校数：1校
- 学級数：7組
- 児童数：284人

### 中学校
- 学校数：1校
- 学級数：4組
- 生徒数：156人